# Zalla (stacja kolejowa)
Zalla (bas.: Zallako geltokia) – stacja kolejowa w Zalla, w prowincji Vizcaya we wspólnocie autonomicznej Kraj Basków, w Hiszpanii. 
Jest obsługiwana przez pociągi wąskotorowe FEVE.

## Linie kolejowe
- Linia Bilbao – León[1]